# Leichtathletik-Länderkampf der Frauen 1977 Großbritannien – BR Deutschland
| 16. Leichtathletik-Länderkampf mit bundesdeutscher Beteiligung 1977 | 16. Leichtathletik-Länderkampf mit bundesdeutscher Beteiligung 1977 |
| ------------------------------------------------------------------- | ------------------------------------------------------------------- |
|                                                                     |                                                                     |
| Ländervergleich der Frauen: Großbritannien – BR Deutschland         |                                                                     |
| Austragungsort                                                      | London                                                              |
| Wettbewerbe                                                         | 15                                                                  |
| Datum                                                               | 28./29. August                                                      |
| 1. GBR 2. FRG                                                       | 94 Punkte 63 Punkte                                                 |
| Chronik                                                             |                                                                     |
| ← GBR-FRG (M)                                                       | erster LK 1978:00 FRG-FRA Geher (M) →                               |

Im sechzehnten und gleichzeitig letzten Vergleich des Länderkampfjahres 1977 kam es zur dreizehnten Begegnung der bundesdeutschen Leichtathletinnen mit Großbritannien. Wie der parallel laufende Länderkampf der Männer zwischen diesen beiden Nationen wurde auch das Aufeinandertreffen der Frauen am 28./29. August in London ausgetragen. Das bundesdeutsche Frauenteam trat hier ebenfalls nicht in Bestbesetzung an. Die bisherige Bilanz lautete nach einem bundesdeutschen Erfolg im letzten Vergleich 1974 sieben zu fünf für die Bundesrepublik.

## Modus
Auf dem Programm standen neben den bei Frauenländerkämpfen üblichen dreizehn Disziplinen, die den olympischen Frauenwettbewerbskatalog komplett abdeckten, Rennen über 3000 Meter und 400 Meter Hürden, zwei Disziplinen, die bei den Olympischen Spielen 1984 in Los Angeles olympisch wurden. Die Punkte wurden nach dem Standardsystem vergeben.

## Ergebnis
Die britischen Leichtathletinnen entschieden sieben Einzelläufe für sich. Die bundesdeutschen Vertreterinnen kamen hier nur über 400 Meter Hürden zu einem Erfolg. Beide Staffeln gingen an Großbritannien. In den technischen Disziplinen gewannen die bundesdeutschen Sportlerinnen drei, ihre britischen Gegnerinnen mit dem Weitsprung und dem Kugelstoßen zwei Wettbewerbe. So mussten sich die bundesdeutschen Frauen wie die Männer hier in London mit 54 zu 81 Punkten klar geschlagen geben. In der Bilanz stand es damit nur noch sieben zu sechs für die Bundesrepublik Deutschland.

## Resultate

### 100 m
| Platz | Athletin       | Land | Zeit (s) |
| ----- | -------------- | ---- | -------- |
| 1     | Andrea Lynch   | GBR  | 11,40    |
| 2     | Sharon Colyear | GBR  | 11,46    |
| 3     | Gisela Grässle | FRG  | 11,85    |
| 4     | Ulrike Sommer  | FRG  | 12,05    |

Datum: 28. August

### 200 m
| Platz | Athletin        | Land | Zeit (s) |
| ----- | --------------- | ---- | -------- |
| 1     | Andrea Lynch    | GBR  | 23,71    |
| 2     | Kathy Smallwood | GBR  | 23,81    |
| 3     | Birgit Vöcking  | FRG  | 24,43    |
| 4     | Gisela Grässle  | FRG  | 24,84    |

Datum: 29. August

### 400 m
| Platz | Athletin         | Land | Zeit (s) |
| ----- | ---------------- | ---- | -------- |
| 1     | Verona Elder     | GBR  | 52,63    |
| 2     | Gladys McCormack | GBR  | 53,86    |
| 3     | Evelyn Rauhut    | FRG  | 54,37    |
| 4     | Elke Decker      | FRG  | 54,92    |

Datum: 28. August

### 800 m
| Platz | Athletin           | Land | Zeit (min) |
| ----- | ------------------ | ---- | ---------- |
| 1     | Jane Colebrook     | GBR  | 2:02,83    |
| 2     | Jo White           | GBR  | 2:03,22    |
| 3     | Brigitte Koczelnik | FRG  | 2:05,38    |
| 4     | Brigitte Kraus     | FRG  | 2:06,55    |

Datum: 29. August

### 1500 m
| Platz | Athletin         | Land | Zeit (min) |
| ----- | ---------------- | ---- | ---------- |
| 1     | Mary Stewart     | GBR  | 4:10,6     |
| 2     | Brigitte Kraus   | FRG  | 4:13,8     |
| 3     | Penny Yule       | GBR  | 4:14,2     |
| 4     | Monika Greschner | FRG  | 4:20,8     |

Datum: 28. August

### 3000 m
| Platz | Athletin          | Land | Zeit (min) |
| ----- | ----------------- | ---- | ---------- |
| 1     | Ann Ford          | GBR  | 8:52,8     |
| 2     | Paula Fudge       | GBR  | 9:16,0     |
| 3     | Charlotte Teske   | FRG  | 9:20,4     |
| 4     | Angelika Kullmann | FRG  | 9:29,7     |

Datum: 28. August

### 100 m Hürden
| Platz | Athletin         | Land | Zeit (s) |
| ----- | ---------------- | ---- | -------- |
| 1     | Lorna Boothe     | GBR  | 13,79    |
| 2     | Silvia Kempin    | FRG  | 13,81    |
| 3     | Blondelle Caines | GBR  | 13,88    |
| 4     | Leonore Leidel   | FRG  | 14,64    |

Datum: 29. August

### 400 m Hürden
| Platz | Athletin         | Land | Zeit (s) |
| ----- | ---------------- | ---- | -------- |
| 1     | Erika Weinstein  | FRG  | 56,93    |
| 2     | Marlies Gutewort | FRG  | 57,56    |
| 3     | Liz Sutherland   | GBR  | 57,72    |
| 4     | Francis McCall   | GBR  | 59,42    |

Datum: 28. August

### 4 × 100 m Staffel
| Platz | Besetzung      | Land                                                     | Zeit (s) |
| ----- | -------------- | -------------------------------------------------------- | -------- |
| 1     | Großbritannien | Wendy Clarke Sonia Lannaman Sharon Colyear Andrea Lynch  | 43,60    |
| 2     | BR Deutschland | Ulrike Sommer Gaby Bußmann Gisela Eichler Birgit Vöcking | 45,42    |

Datum: 28. August

### 4 × 400 m Staffel
| Platz | Besetzung      | Land                                                      | Zeit (min) |
| ----- | -------------- | --------------------------------------------------------- | ---------- |
| 1     | Großbritannien | Liz Sutherland Ruth Kennedy Gladys McCormack Verona Elder | 3:31,4     |
| 2     | BR Deutschland | Evelyn Rauhut Gaby Bußmann Ina Wallburg Erika Weinstein   | 3:31,4     |

Datum: 29. August

### Hochsprung
| Platz | Athletin           | Land | Höhe (m) |
| ----- | ------------------ | ---- | -------- |
| 1     | Brigitte Holzapfel | FRG  | 1,88     |
| 2     | Gabriele Hahn      | FRG  | 1,82     |
| 3     | Kathy Warren       | GBR  | 1,76     |
| 4     | Brenda Gibbs       | GBR  | 1,70     |

Datum: 29. August

### Weitsprung
| Platz | Athletin          | Land | Weite (m) |
| ----- | ----------------- | ---- | --------- |
| 1     | Sue Reeve         | GBR  | 6,55      |
| 2     | Cilly Lemkamp     | FRG  | 6,27      |
| 3     | Sharon Colyear    | GBR  | 6,23      |
| 4     | Astrid Beiersdorf | FRG  | 6,21      |

Datum: 29. August

### Kugelstoßen
| Platz | Athletin       | Land | Weite (m) |
| ----- | -------------- | ---- | --------- |
| 1     | Judy Oakes     | GBR  | 16,01     |
| 2     | Brenda Bedford | GBR  | 16,01     |
| 3     | Jutta Weide    | FRG  | 15,15     |
| 4     | Doris Gutewort | FRG  | 11,59     |

Datum: 28. August

### Diskuswurf
| Platz | Athletin       | Land | Weite (m) |
| ----- | -------------- | ---- | --------- |
| 1     | Ingra Manecke  | FRG  | 57,12     |
| 2     | Janet Thompson | GBR  | 53,28     |
| 3     | Meg Ritchie    | GBR  | 52,58     |
| 4     | Doris Gutewort | FRG  | 50,12     |

Datum: 28. August

### Speerwurf
| Platz | Athletin         | Land | Weite (m) |
| ----- | ---------------- | ---- | --------- |
| 1     | Eva Helmschmidt  | FRG  | 56,52     |
| 2     | Sandra O’Toole   | GBR  | 49,70     |
| 3     | Heidi Repser     | FRG  | 48,36     |
| 4     | Fatima Whitbread | GBR  | 48,34     |

Datum: 29. August